# Forever (sång)
Forever är finska bandets Sturm Und Drangs andra singel från albumet Learning To Rock, utgiven 2007. Det spelades aldrig in någon musikvideo till låten.